# City of Coffs Harbour
City of Coffs Harbour is een Local Government Area (LGA) in Australië in de staat New South Wales. City of Coffs Harbour telt 68.992 inwoners. De hoofdplaats is Coffs Harbour.